# Kenyan Weaks
Kenyan Bashyn Weaks (Concord, 13 agosto 1977) è un ex cestista e allenatore di pallacanestro statunitense.

## Carriera

### Giocatore
Dopo aver giocato per quattro stagioni nei Florida Gators, ha disputato la stagione 2000-2001 con gli Harlem Globetrotters. Ha proseguito la carriera nel Fenerbahçe e nel Pivovarna Laško. Proprio con la squadra slovena è stato nominato MVP della Lega Adriatica nel 2002-03.
Nel 2003-04 ha militato nello Ionikos Neas Filadelfeias in A1 Ethniki; ha poi vestito le maglie dell'Ironi Ashkelon e dell'Academic Sofia. Ha concluso la carriera nel Club Biguá de Villa Biarritz in Uruguay.

### Allenatore
Dal 2011 al 2013 è stato assistente allenatore alla Chowan University; nelle stagioni precedenti aveva ricoperto lo stesso incarico al Florida Southern College e alla Marshall University. Aveva esordito da allenatore alla Concord High School, dopo il ritiro da cestista avvenuto nel 2007.

## Palmarès

### Giocatore

#### Squadra
- Coppa di Bulgaria: 1

Academic Sofia: 2006

#### Individuale
- MVP Lega Adriatica: 1

Pivovarna Laško: 2002-03